# Bernard Massey
Bernard Wilfrid Arbuthnot Massey (ur. 1884, zm. 1960) – angielski anglista, tłumacz, pedagog, profesor kontraktowy Uniwersytetu Poznańskiego, żołnierz.

## Życiorys
Był absolwentem Uniwersytetu Cambridge. Ukończył tam pedagogikę w 1909. Studia kontynuował potem jeszcze w Jenie i Monachium. W 1912 ożenił się z Polką - Ireną Heleną z domu Bittner (1883-1957). Od 1915 do 1919 walczył we Flandrii i w Nadrenii w artylerii brytyjskiej, gdzie doszedł do stopnia kapitana. W boju stracił lewą rękę i prawą nogę, w wyniku czego został przeniesiony do korpusu wychowawczego. Po zakończeniu I wojny światowej rodzina przeniosła się do Polski, gdzie nabyła dwór w Chybach pod Poznaniem, położony nad jeziorem Kierskim. Mimo niepełnosprawności Massey przez większą część roku prawie codziennie przepływał wpław jezioro Kierskie (łącznie był to dystans około 1300 metrów). 
W latach 1921-1939 i 1946-1950 pracował na Uniwersytecie Poznańskim, gdzie kierował seminarium anglistycznym. Podczas II wojny światowej mieszkał w Anglii. Przetłumaczył tam na język angielski Krzyżaków (The Teutonic Knights) Henryka Sienkiewicza, a tłumaczenie to doczekało się czterech wydań. Od 1939 był dyrektorem Domu Polskiego w Londynie. Na początku 1946 powrócił na Uniwersytet Poznański. Współpracował też z Instytutem Zachodnim. W 1948 otrzymał z Ministerstwa Oświaty pierwszą odmowę kontynuowania współpracy z uczelnią, ale jeszcze do 1950 udało mu się utrzymać na stanowisku. Nie przywrócono go do pracy nawet po zbiorowym wystąpieniu profesorów Wydziału Humanistycznego. W 1950 piastował też stanowisko wicekonsula brytyjskiego w Poznaniu.
W 1944 ukazało się jego tłumaczenie Cudzoziemki (The stranger) autorstwa Marii Kuncewiczowej (Hutchinson International Authors).
Mieszkając w dworze w Chybach żywo interesował się archeologią, często współpracując w zakresie lokalnych odkryć z zamieszkałym w pobliżu (w willi na ul. Biskupińskiej) profesorem Józefem Kostrzewskim.

## Życie prywatne
Z Ireną Heleną Bittner miał dwójkę dzieci: Helenę Marię (Massey-Kornobis, 1913-1993) oraz Lewisa Harolda (ur. 1918).